# Плодосовхоз (Безенчукский район)
Плодосовхо́з — посёлок в Безенчукском районе Самарской области, входит в состав сельского поселения Екатериновка.

## География
Посёлок находится на расстоянии примерно 11 км (по прямой) к северо-западу от посёлка городского типа Безенчук, административного центра района.

### Часовой пояс
Посёлок Плодосовхоз, как и вся Самарская область, находится в часовой зоне МСК+1. Смещение применяемого времени относительно UTC составляет +4:00.

## Население
| 2010 | 2012 | 2013 | 2014 | 2015 | 2016 |
| ---- | ---- | ---- | ---- | ---- | ---- |
| 16   | →16  | →16  | ↗21  | ↘19  | ↗20  |

### Национальный состав
Согласно результатам переписи 2002 года, в национальной структуре населения русские составляли 100 % из 20 чел.

## Улицы
В посёлке имеется одна улица: Озёрная. 